# Atylotus angusticornis
Atylotus angusticornis är en tvåvingeart som först beskrevs av Friedrich Hermann Loew 1858.  Atylotus angusticornis ingår i släktet Atylotus och familjen bromsar. Inga underarter finns listade i Catalogue of Life.